# Мацак Іван Макарович
Іван Макарович Мацак (1909—1953) — старшина Робітничо-селянської Червоної армії, учасник Другої світової війни, Герой Радянського Союзу.

## Біографія
Закінчив шість класів, далі навчався на курсах механізатора. 1941 року був призваний на фронт, на той час працював трактористом у колгоспі. Воював на Воронезькому, Брянському, 1-Українському фронтах. В січні 1943 року був нагороджений Орденом Червоної зірки.
Будучи механіком водієм 288-го танкового батальйону гвардії Іван Макарович, знешкодив два протитанкові гармати, кулеметну точку та знищив до п'ятдесяти солдатів противника. За бойові дії в липні1943 року був нагороджений Орденом Вітчизняної війни I ступеня. У складі 3-ї гвардійської танкової армії будучи старшиною Іван Мацак звільняв від нацистських загарбників Україну, Польщу, Чехословаччину.
В книзі спогадів Людвига Куриста «Атакують танкісти» є розповідь про Івана Макаровича:
|  | «Від механіка водія чимало залежить збереження танка, доля його екіпажу, а іноді й успіх бою. Майстром своєї справи був Іван Макарович Мацак, який прийшов на берег Дніпра кавалером ордена Червоної зірки та мав за плечима солідний бойовий досвід. Відважно боровся комуніст Мацак і в районі Григорівки ... Уміло маневруючи, обійшов з флангу ворожі позиції та увірвався в село. На перехресті доріг здалися дві протитанкових гармати. Потужний ривок - і ворожі гармати разом з гарматними розрахунками зметені зі шляху. Оригінальний текст (рос.) «От механика водителя в немалой степени зависит сохранность танка, судьба его экипажа, а иногда и успех боя. Мастером своего дела был Иван Макарович Мацак, пришедший на берег Днепра кавалером ордена Красной звезды и имевший за плечами солидный боевой опыт. Отважно сражался коммунист Мацак и в районе Григоровки…Умело маневрируя, обошел с фланга вражеские позиции и ворвался в село. На перекрестке дорог показались две противотанковых пушки. Мощный рывок - и вражеские орудия вместе с орудийными расчетами сметаны с пути.» |

В боях за розширення плацдарму на правому березі Дніпра і визволення Києва такнком знищив 5 машин ворогів та близько 15 солдатів. Біля села Ходорів ліквідував мінометну батарею. В бою за місто Фастів знешкодив дві автомашини та зенітний пристрій ворога. За ці бойові подвиги Івану Макаровичу присвоєно звання Героя Радянського Союзу. За успішні дії на фронтах нагороджений багатьма медалями. 1945 року будучи техніком по ремонту бойових машин був нагороджений Орденом Вітчизняної війни II ступеня за сміливість та відвагу в бою з ворогами, за забезпечення ремонтом техніки всього батальйону та евакуювання з поля бою двох танків.
В 1945 році повернувся в село Степанівка. Працював механізатором. Помер у 1953 році. Похований на центральному кладовищі, де встановлено меморіальну дошку.

## Нагороди
- Орден Червоної зірки — 29.01.1943.
- Орден Вітчизняної війни I ступеня — 03.08.1943.
- Герой Радянського Союзу (Орден Леніна та медаль Золота Зірка) — 10.01.1944.
- Орден Вітчизняної війни II ступеня — 16.05.1945.[7]

## Пам'ять
На честь Івана Макаровича названа вулиця в смт. Степанівка. В Степанівській загальноосвітній школі I—III ступенів № 2 розташована меморіальна дошка на честь І. В. Мацака.